# Our (mythologie)
Pour les articles homonymes, voir Our.
Dans la mythologie égyptienne, Our est un dieu primitif des cieux, il représentait les yeux du soleil.